# Vegas del Genil
Vegas del Genil er en kommune i det sydøstlige Spanien i provinsen Granada. Den har et indbyggertal på 12.325 (2024) indbyggere.